# Diplazium polypodioides
Diplazium polypodioides är en majbräkenväxtart som beskrevs av Carl Ludwig Blume.
Diplazium polypodioides ingår i släktet Diplazium och familjen Athyriaceae. Inga underarter finns listade i Catalogue of Life.